# Calvert Jones
Calvert Richard Jones (4. prosince 1804 – 7. listopadu 1877) byl velšský fotograf, matematik a malíř, nejznámější svými mořskými krajinami. Řadí se mezi významné fotografy druhé poloviny 19. století jako například Luigi Sacchi, Firmin Eugène Le Dien, Gustave Le Gray, George Wilson Bridges, Giorgio Sommer nebo Giuseppe Incorpora.

## Život a dílo
Jones patřil do bohaté rodiny ve městě Swansea. Studoval na Eton a Oriel College v Oxfordu a byl rektorem Loughoru. Byl přítelem Johna Dillwyna Llewelyna a Christophera Rice Mansela Talbota, a pohyboval se tak ve stejných kruzích jako Henry Fox Talbot. Jonesovi se připisuje zásluha, že v roce 1841 pořídil první fotografii ve Walesu, daguerrotypii hradu Margam, ale fotografování nepovažoval za své hlavní zaměstnání. Během 40. a 50. let 19. století pořídil mnoho fotografií z oblasti Swansea a se svým fotoaparátem cestoval po Francii, Itálii a Maltě. Vyvinul také svou vlastní techniku pro pořizování panoramatických fotografií překrývajícími se obrázky.
V roce 1847 zdědil panství Heathfield ve Swansea, které rozšířil, pojmenoval po svém bratrovi Mansel Street (která stále – 2021 – existuje). V roce 1853 odešel žít do Bruselu, později se vrátil do Británie a usadil se v Bathu. Zemřel v Bathu, ale byl pohřben ve Swansea v kostele Panny Marie; jeho hrob byl zničen během druhé světové války.

## Galerie

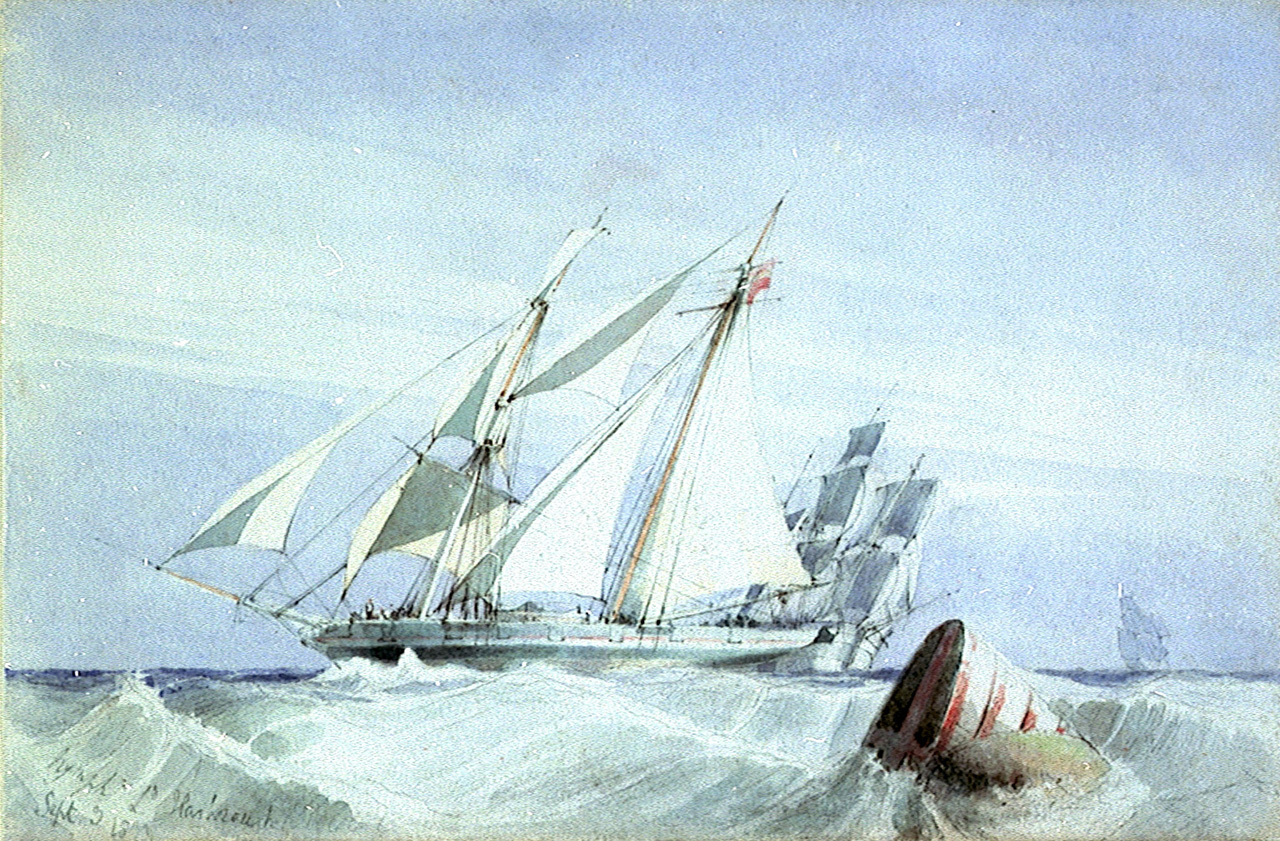
El yate „Nymph“, akvarel, 1834
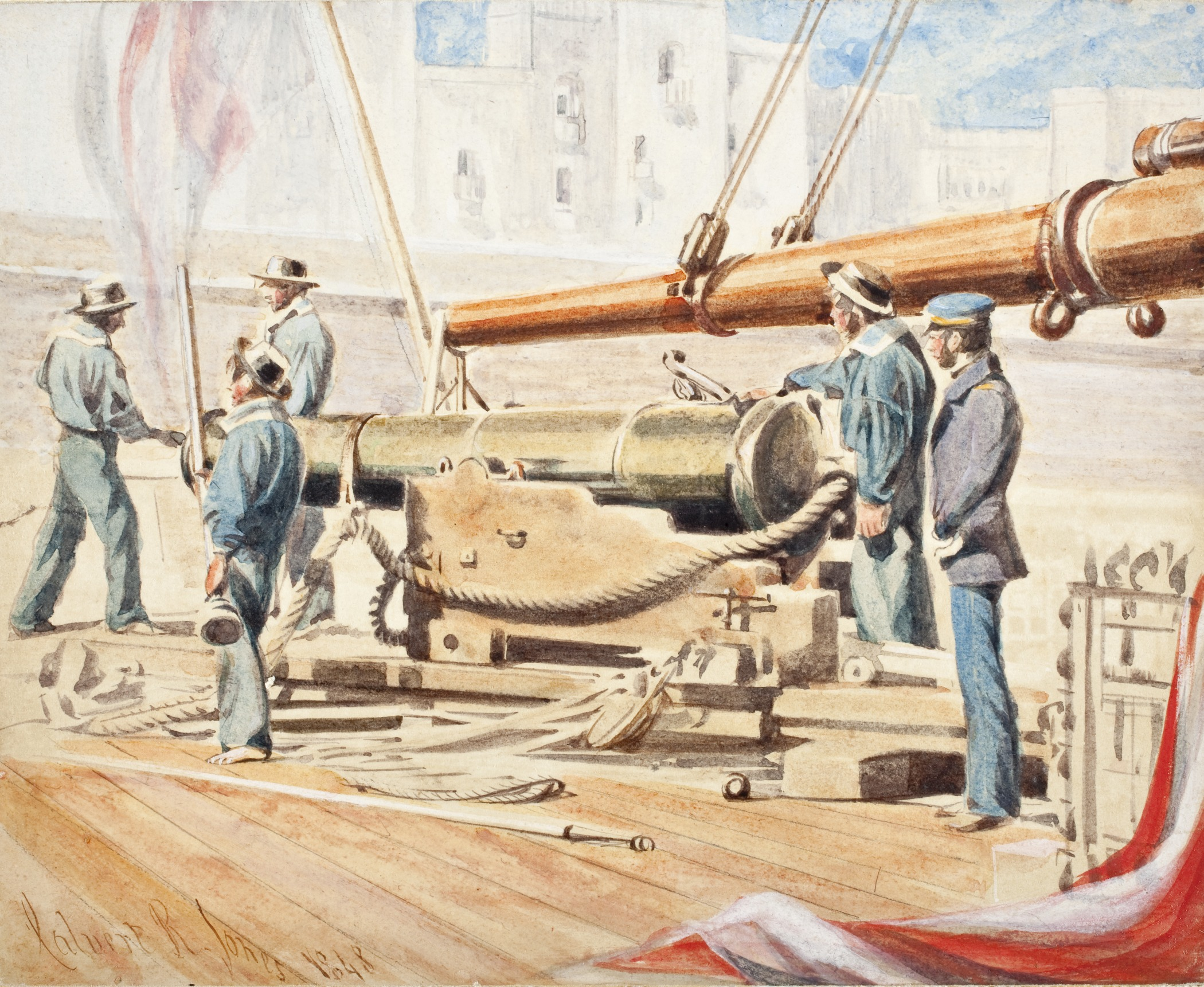
Prácticas de tiro, akvarel, 1848
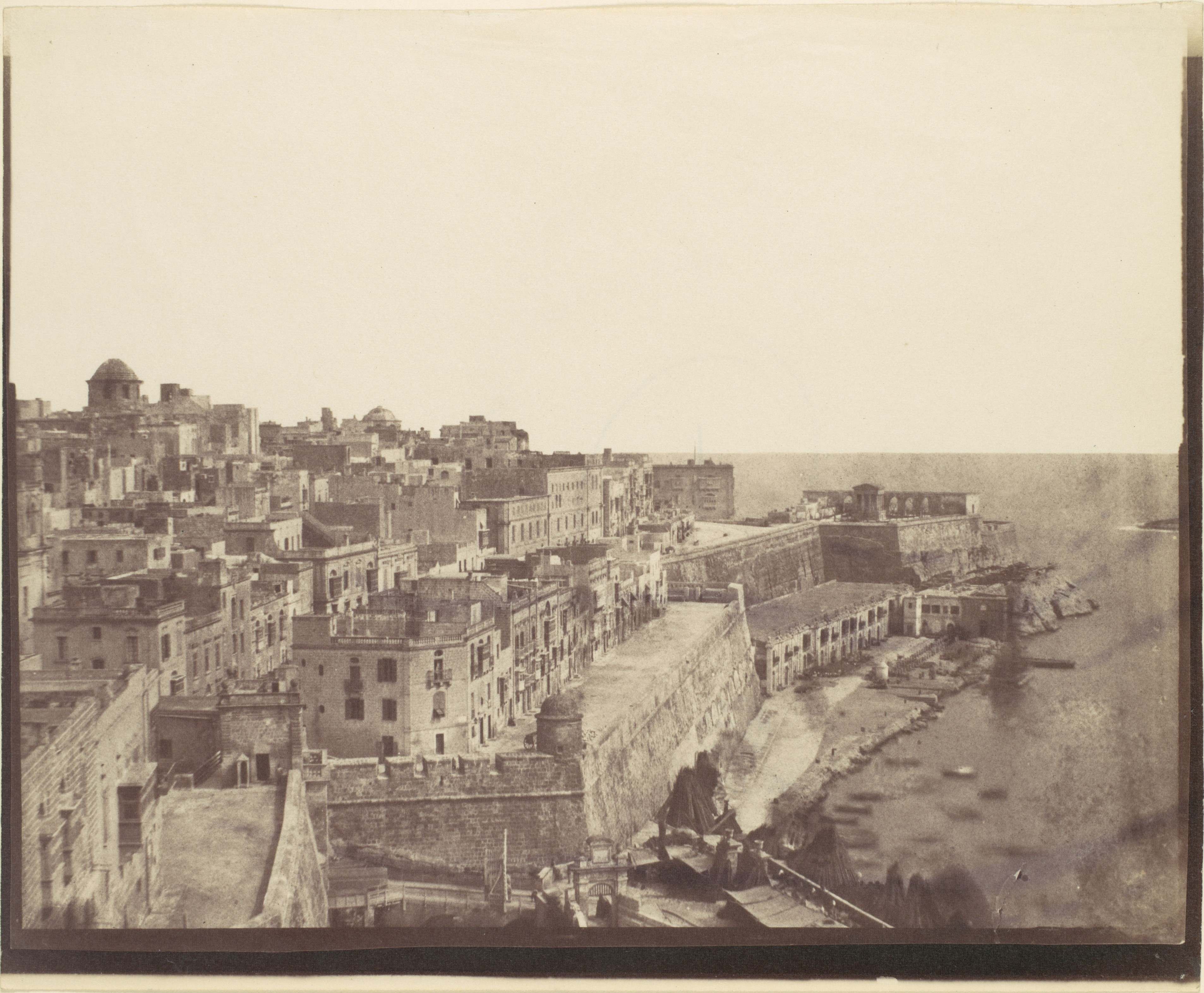
Ensenada de La Valetta, 1850
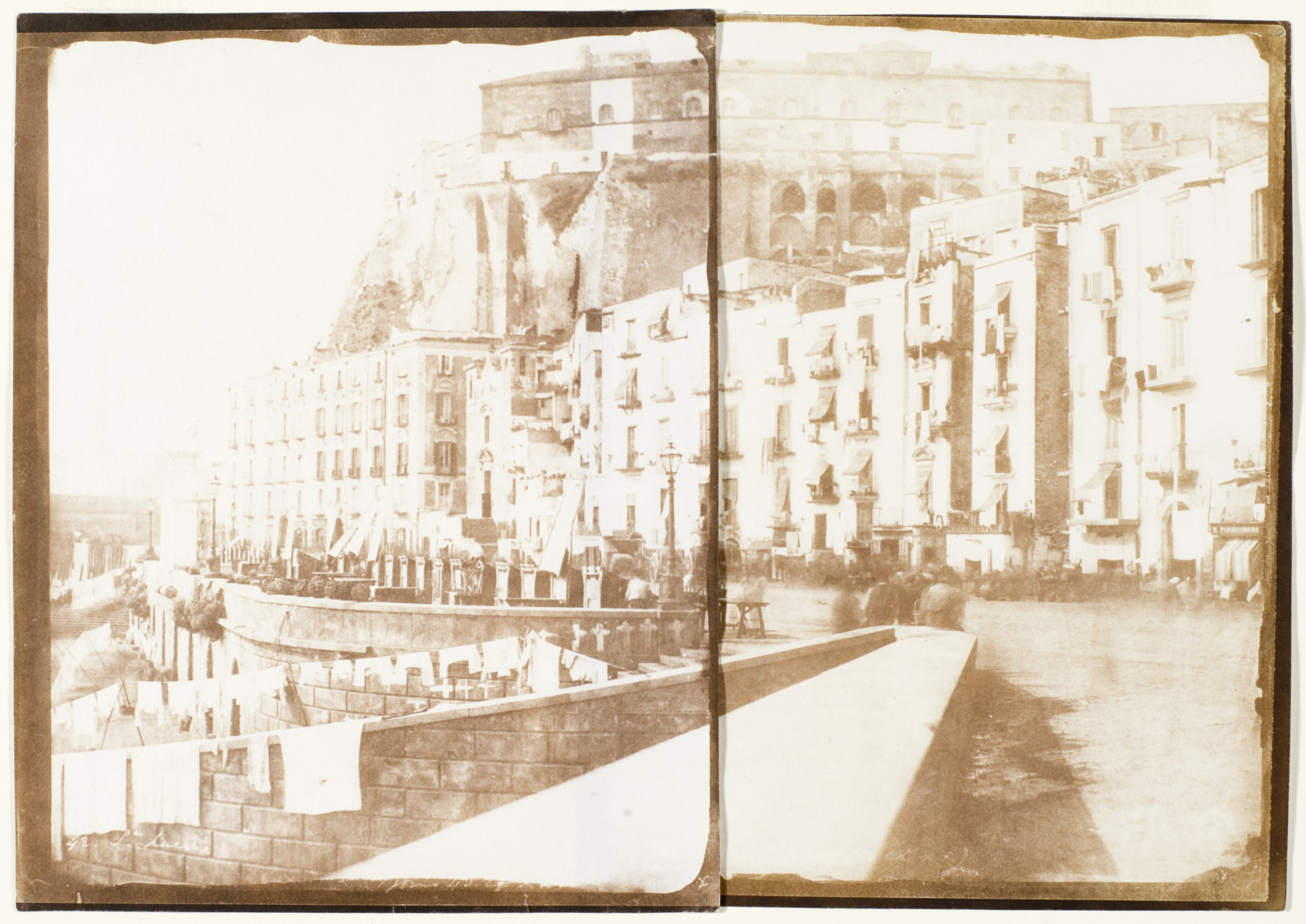
Panorama Santa Lucía, Neapol, asi 1846
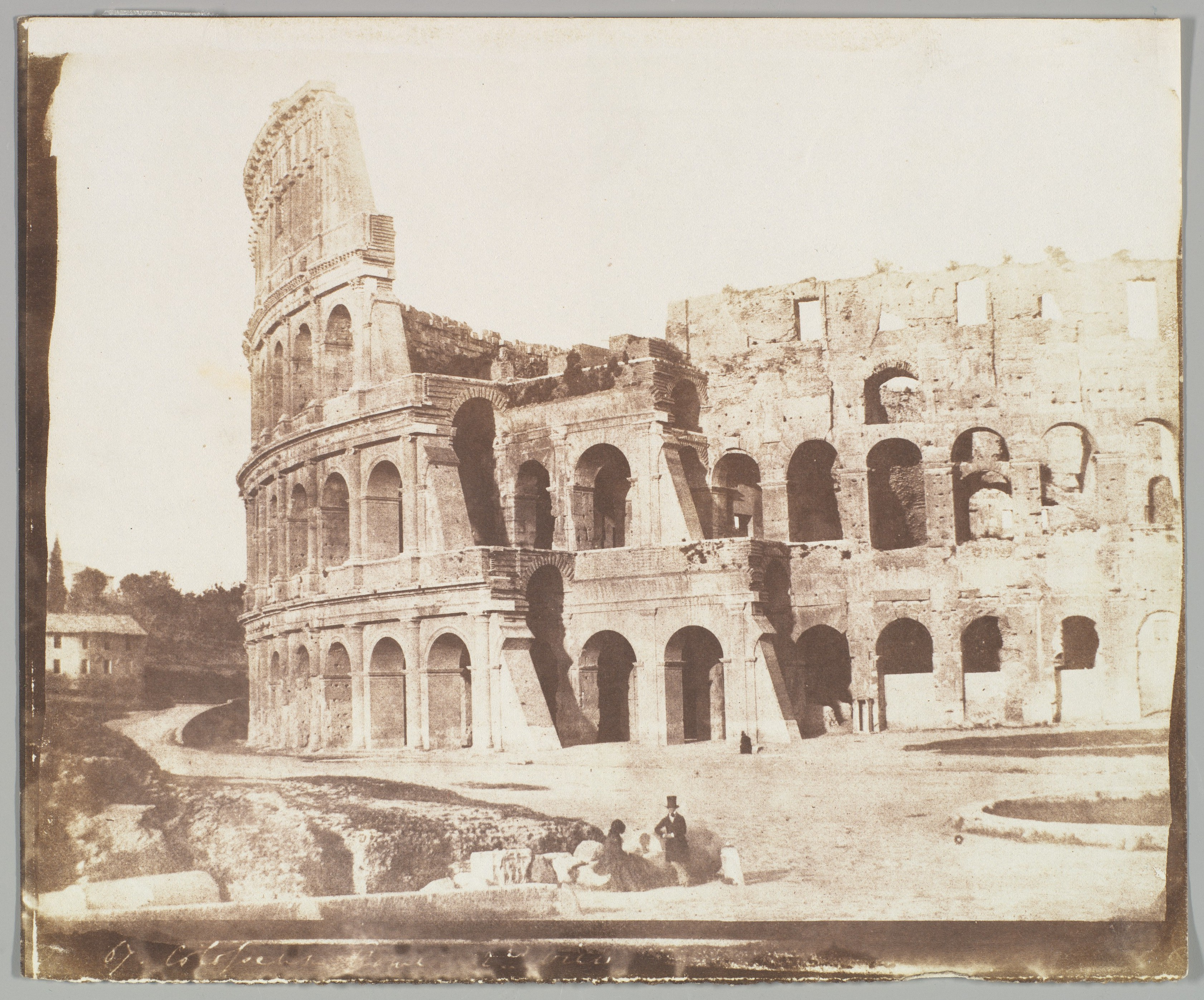
Colosseum, Řím
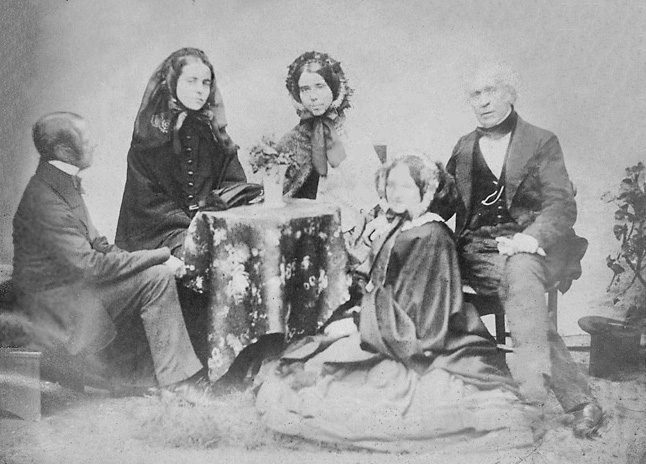
Calvert Richard Jones, Lady Brewster, paní Jones, Sir David Brewster a slečna Parnell (sedící)
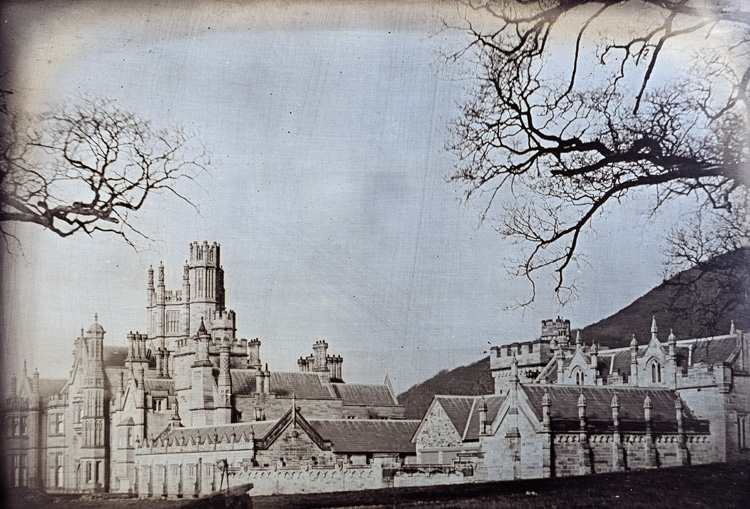
Hrad Margam, daguerrotypie